# Alamanni (famiglia)

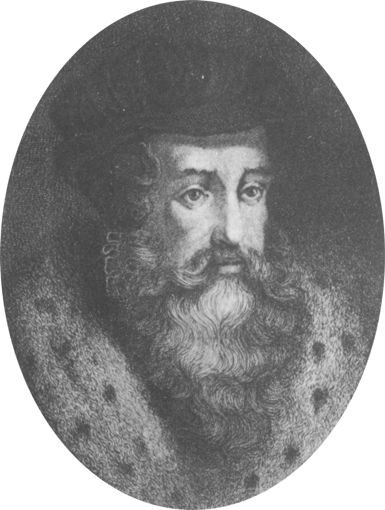
Luigi Alamanni

Gli Alamanni sono un'antica famiglia nobiliare di Firenze.

## Storia familiare
La famiglia è di origine germanica, come fa pensare il nome, secondo una tradizione riportata per la prima volta nel 1478 dal poeta Ugolino Verino in un poemetto sulle glorie di Firenze, che recita: «Nobile e antica fu la schiatta degli Alamanni. Gente venuta da lontano, originata da sangue germanico».
Possessori di castelli nel medioevo, si inurbarono a Firenze nei primi anni del Trecento instaurandosi in Oltrarno, nella zona della costa dei Magnoli. Già nobili, si dedicarono alle attività mercantili che tanto arricchivano la città e nel quadriennio 1336-1340, illustrato da Giovanni Villani, il nome della famiglia fu tra quelli più in vista della città. La loro compagnia, diretta dal capofamiglia Salvestro, commerciava lana ed altri prodotti con gli altri stati italiani ed esteri, e presto si occupò anche di cambio, cioè di attività bancarie. 
Non dovettero gradire l'ascesa dei Medici, ma si manifestarono neutrali, il che permise loro di tanto in tanto di accedere a cariche come quella di Gonfaloniere di Giustizia o di ambasciatore, come quella ricoperta da Piero, a lungo alla corte di Milano.
Più aperta fu l'ostilità ai Medici di suo figlio Luigi, che partecipò a quella congiura ordita durante i ritrovi negli Orti Oricellari, in cui fu coinvolto anche Niccolò Machiavelli. Fuggito in Francia, riparò prima a Lione e poi a Parigi, per trovare poi ospitalità e onori alla corte di Francesco I e poi a quella di Enrico II, protetto da Caterina de' Medici. I beni familiari a Firenze vennero in quell'occasione confiscati e nulla valsero, anni dopo, le richieste inviate da Caterina de' Medici. 
Un altro personaggio familiare, Jacopo, fu impiccato al Bargello per aver tentato di metter su una milizia per muovere contro Carlo V, cercando appoggio con altri stati italiani: una mossa praticamente impossibile da attuare e molto rishiosa nel gioco delle alleanze dell'epoca. Suo figlio Antonio fu un poeta. 
Tra i figli di Luigi si distinsero in terra di Francia Giovan Battista, vescovo di Bazas e di Mâcon, e Niccolò, comandante nell'esercito francese e schierato a fianco di Piero Strozzi nella difesa di Siena contro Cosimo I. Un ramo di questa illustre famiglia è giunto a Napoli, e successivamente in Calabria nel XVIII secolo, con due palazzi eretti a Tiriolo e Catanzaro, sui quali sovrasta il loro stemma: D'oro a due fasce di rosso (Alemanni di Napoli).

Stemma Alamanni: trinciato d'argento e d'azzurro alla banda dell'uno all'altro.

## Patronati
Ebbero una cappella in Santa Croce, un altare in Santa Lucia dei Magnoli, ville a Tizzano e a Bagno a Ripoli. 

## Lo stemma
Lo stemma Alamanni è trinciato argento e azzurro con una doppia banda degli stessi colori, invertiti rispetto al campo. Alamanno Alamanni vi soprammise la croce di Pisa in quanto arcivescovo. Piero e i suoi discendenti aggiunsero invece una colomba con raggi d'oro, un distintivo concesso dal Duca di Milano.
